# インドネシア語のスラング
インドネシア語のスラング（インドネシアごのスラング、インドネシア語: bahasa gaul（バハサ・ガウル）、bahasa prokem（バハサ・プロケム））は、主にインドネシアの都市で話されている非形式な言語。プロクム語とも呼ばれる。bahasa gaulは1990年代後半に作られた造語で、bahasaは言語、gaulは社会の、格好いい、流行りのといった意味を持つ。bahasa prokemは1970年代初頭に作られた言葉で、ギャングたちの言語を意味する。

## 関連文献
- Harimurti Kridalaksana (2008). Kamus Linguistik (4 ed.). Jakarta: Gramedia Pustaka Utama. ISBN 978-979-22-3570-8.